# 권석장
권석장(權錫樟, 1965년 1월 5일 ~ )은 대한민국의 연출가이다. 연세대학교 영어영문학과를 졸업하였다.
1991년 MBC 드라마 제작국 프로듀서로 입사하며 활동을 시작하였으며, 《파스타》, 《골든타임》 등의 작품을 성공시키며 이름을 알렸다. 2014년 6월, MBC에 사직서를 제출하며 프리랜서 프로듀서로의 활동을 시작하였다.

## 경력
- 1991년 : MBC 입사
- ~ 2014년 6월 : MBC 드라마국 2CP
- 제이에스픽쳐스 프로듀서
- CJ E&M 프로듀서

## 작품 활동

### 텔레비전 드라마

#### 미니시리즈 및 중·장편
- 2022_카카오TV 《어쩌다 전원일기》
- 2021_MBN 《보쌈 운명을 훔치다》
- 2017_tvN 《부암동 복수자들》 (중도하차)
- 2015_tvN 《구여친클럽》
- 2013~2014_MBC 《미스코리아》
- 2012_MBC 《골든타임》
- 2011_MBC 《마이 프린세스》
- 2010_MBC 《파스타》
- 2007~2008_MBC 《깍두기》
- 2006_MBC 《여우야 뭐하니》
- 2004_MBC 《결혼하고 싶은 여자》
- 2003_MBC 《앞집 여자》
- 2002_MBC 《사랑을 예약하세요》

#### MBC 베스트극장
- 2005_《나는 지금 모바니아로 간다》
- 2005_《나비》
- 2004_《안녕, 클레멘타인》
- 2003_《피아노 치는 남자》
- 2003_《돈보다, 남자》
- 2001_《마음에 도장을 찍다》
- 2000_《내 인생의 남자》
- 2000_《아내, 정부 그리고 킬러》
- 2000_《아름다운 남자》
- 2000_《내겐 너무 이쁜 당신》
- 1999_《사랑은 흔적이 되어》
- 1999_《차이나타운》
- 1999_《겨울나기》
- 1998_《나는 너에게 무엇이었을까?》
- 1998_《며느리 엿보기》
- 1998_《외박》
- 1998_《그와 함께 타이타닉을 보다》
- 1998_《겨울에서 봄으로》